# Janusz Degler
Janusz Degler (ur. 2 czerwca 1938 w Sosnowcu) – polski literaturoznawca, historyk literatury polskiej, teatrolog, historyk teatru, edytor, profesor nauk humanistycznych, od 1989 profesor Uniwersytetu Wrocławskiego, od 2008 profesor emerytowany UWr i wrocławskiej filii PWST im. Ludwika Solskiego w Krakowie.
Od 1990 jest przewodniczącym Komitetu Redakcyjnego wydania krytycznego „Dzieł zebranych” Stanisława Ignacego Witkiewicza, wydawanych od 1992 przez Państwowy Instytut Wydawniczy.

## Życiorys
W 1956 ukończył V Liceum Ogólnokształcące we Wrocławiu i rozpoczął studia polonistyczne na Uniwersytecie Wrocławskim. W czasie studiów otrzymywał stypendium im. T. Mikulskiego, debiutował recenzjami w tygodniku „Odra” (1959). W 1961 obronił pracę magisterską Problem dramatu historycznego w polskiej krytyce lat 1830–1848 (druk w: „Prace Literackie” 1964, z. V) i krótko pracował w Wydawnictwie Ossolineum. 
Z wrocławską polonistyką związał się 1 stycznia 1962, początkowo jako stażysta (1962), następnie asystent (1963–1964) i starszy asystent (1964–1970). W 1971 uzyskał stopień doktora nauk humanistycznych za rozprawę doktorską pt. Inscenizacje sztuk S.I. Witkiewicza w dwudziestoleciu międzywojennym napisaną pod kierunkiem prof. Bogdana Zakrzewskiego, za którą otrzymał nagrodę Ministra Oświaty i Szkolnictwa Wyższego II stopnia. W latach 1975–2008 kierownik Zakładu Teorii Kultury i Sztuk Widowiskowych Instytutu Filologii Polskiej. Habilitował się w 1976 roku na podstawie oceny dorobku naukowego i rozprawy pt. Witkacy nieznany i edycji Bez kompromisu. Pisma krytyczne i publicystyczne S.I. Witkiewicza. W latach 1979–1987 prorektor wrocławskiej filii Państwowej Wyższej Szkoły Teatralnej im. Ludwika Solskiego w Krakowie. Wniosek o stanowisko profesora nadzwyczajnego zakwestionował w 1986 Komitet Wojewódzki PZPR, otrzymał go w 1989, a tytuł profesora zwyczajnego w 1993.
W latach 1970–1990 współredaktor „Prac Literackich”, redaktor naczelny Wydawnictwa "Wiedza o Kulturze" (1989–1999), członek Komitetu Redakcyjnego Encyklopedii Kultury Polskiej XX wieku (1991–2000), „Polish Art Studies” (1979–1983) i serii wydawniczej Dramat w teatrze – Teatr w dramacie (1989–1998), redaktor serii Myśl teatralna w Polsce w XX wieku (1989–1994) i Dramat – Teatr (od 1999). 
Członek Rady Naukowej Instytutu Sztuki Polskiej Akademii Nauk (1981–1984, 1990–1993), Komitetu Nauk o Sztuce PAN (1990–2015) i Komitetu Nauk o Kulturze PAN (2004–2009); przewodniczący Rady Naukowej (1990–1995) i Rady Kuratorów Zakładu Narodowego im. Ossolińskich (1995–2006). 
W 1972–1983 prezes Wrocławskiego Towarzystwa Przyjaciół Teatru (od 1985 – prezes honorowy); kierownik literacki Teatru im. Cypriana Kamila Norwida w Jeleniej Górze za dyrekcji Aliny Obidniak (1973–1985). Członek Polskiego PEN Clubu oraz Rady Naukowej „Teatru”, „Dialogu”,  „Pamiętnika Teatralnego” i „Sztuki Edycji”. Współzałożyciel Towarzystwa Naukowego Imienia Augusta Bielowskiego w 2016 r.
Promotor 24 doktoratów oraz doktoratów honoris causa Jerzego Grotowskiego (1991), Tymona Terleckiego (1991) i Jana Nowaka Jeziorańskiego (2000).
Autor ok. 200 rozpraw, artykułów, recenzji oraz redaktor trzytomowej antologii Wprowadzenie do nauki o teatrze (Wrocław 1974–1978) oraz Problemy teorii dramatu i teatru (Wrocław 1988, 2003).
W 2016 w ramach Muzeum Teatru otwarty został Gabinet prof. Janusza Deglera, w którym Profesor prowadzi konsultacje w każdy czwartek w godzinach 13:00–14:00.

### Życie prywatne
Syn Teofila i Marii Haliny z Balwińskich. Po wojnie trafił najpierw wraz z matką do Bystrzycy Kłodzkiej, a od 1947, po powrocie ojca z Armii Andersa, mieszka we Wrocławiu. Żonaty z Ewą Siemińską-Degler, z którą ma troje dzieci Agnieszkę, Joannę i Adama.

## Witkacologia
Głównym przedmiotem zainteresowań badawczych jest twórczość Stanisława Ignacego  Witkiewicza, jej recepcja w Polsce i na świecie, dzieje sceniczne dramatów, poglądy teoretyczne (przekłady rozprawy Witkacego teoria teatru ukazały się w Hiszpanii, Holandii, Indiach, Japonii, Meksyku, Rosji, Słowacji, Szwajcarii, Szwecji, Chorwacji). Dla tak pojętego pola badawczego przyjęło się określenie witkacologia, spopularyzowane ostatnio przez blog Witkacologia. Wydał jego pisma teatralne, krytyczne, publicystyczne i korespondencję. Współredagował poświęcone Witkacemu monograficzne zeszyty „Pamiętnika Teatralnego” (1969, z. 3; 1985, z. 1–4) i „Pamiętnika Literackiego (2002, z. 4). Uczestniczył w międzynarodowych sesjach Witkiewiczowskich w Pizie, Brukseli, Fryburgu, Sztokholmie, Petersburgu, Zagrzebiu. 
Od 1989 przewodniczy Komitetowi Redakcyjnemu edycji Dzieł zebranych S.I. Witkiewicza (Państwowy Instytut Wydawniczy), w ramach której opracował tomy: Nienasycenie (1992; wspólnie z L. Sokołem); „Teatr” i inne pisma o teatrze (1995); Nowe formy w malarstwie i wynikające stąd nieporozumienia. Szkice estetyczne (2002; wspólnie z L. Sokołem); Dramaty I (1996, 2016); Dramaty II (1998, 2016); Dramaty III (2004, 2016); „O Czystej Formie” i inne pisma o sztuce (2003); Listy do żony (1923–1927) (2005, 2015); Listy do żony (1928–1931) (2007, 2015); Listy do żony (1932–1935) (2010, 2015); Listy do żony (1936–1939) (2012, 2015); Listy II (wol. 1), opracowali i przypisami opatrzyli T. Pawlak oraz S. Okołowicz, J. Degler (2014); Pisma krytyczne i publicystyczne (2015); Listy  II (wol. 2, cz. 1), opracowali i przypisami opatrzyli J. Degler, S. Okołowicz, T. Pawlak (2017); Listy II (wol. 2, cz. 2), opracowali i przypisami opatrzyli J. Degler, S. Okołowicz, T. Pawlak (2017). 

## Nagrody i wyróżnienia
Laureat wielu nagród i wyróżnień, m.in. Nagrody Ministra Kultury i Sztuki I st. (1983, 1987), Prezydenta miasta Wrocławia (2005), miesięcznika „Odra” (2006), „Nowych Książek” (2009), Nagrody Prezesa Rady Ministrów (2012) i Nagrody Edytorskiej im. J. Żuławskiego Polskiego PEN Clubu (2013). 

### Odznaczenia i ordery
- Zasłużony Działacz Kultury (1973)[2]
- Srebrny Krzyż Zasługi (1976)[2]
- Krzyż Kawalerski Orderu Odrodzenia Polski (1985)[2]
- Krzyż Oficerski Orderu Odrodzenia Polski (1996)[3]
- Srebrny Medal „Zasłużony Kulturze Gloria Artis” (2006)[4]
- Złoty Medal „Zasłużony Kulturze Gloria Artis” (2011)[4]
- Srebrna Odznaka Honorowa Wrocławia (2018)[5]